# Гуляева, Нина Ивановна
Ни́на Ива́новна Гуля́ева (род. 18 апреля 1931, Москва, РСФСР, СССР) — советская и российская актриса; народная артистка РСФСР (1969).

## Биография
Родилась 18 апреля 1931 года в Москве. В 1954 году окончила Школу-студию МХАТ (курс С. Блинникова и Г. Герасимова) и в том же году была принята в труппу Художественного театра. После раздела МХАТа в 1987 году стала актрисой МХТ имени А. П. Чехова.
В кино снимается с 1957 года. Дебютировала в короткометражном фильме «Телеграмма» (1957) — по рассказу К. Г. Паустовского. Неоднократно занималась озвучиванием фильмов и мультфильмов.

## Семья
- Первый муж — Михаил Горюнов, актёр (поженились на третьем курсе школы-студии МХАТ, прожили больше десяти лет)[2].
- Второй муж — Вячеслав Невинный (1934—2009), советский и российский актёр театра и кино, народный артист СССР (1986).
  - Сын — Вячеслав (род. 1965), актёр МХТ имени А. П. Чехова, заслуженный артист РФ (2005).
    - Внучки — Иветта (род. 1993) и Василиса (род. 2001)

## Творчество

### Роли в театре
- 1954 — «Анна Каренина» по роману Л. Н. Толстого — Серёжа
- 1954 — «Синяя птица» М. Метерлинка — Митиль
- 1955 — «Платон Кречет» А. Е. Корнейчука — Майя
- 1956 — «Кремлёвские куранты» Н. Ф. Погодина — Маруся
- 1956 — «Забытый друг» А. Д. Салынского — Шурик
- 1957 — «Дворянское гнездо» по И. С. Тургеневу — Леночка Калитина
- 1957 — «Ученик дьявола» Б. Шоу — Эсси
- 1958 — «Зимняя сказка» Шекспира — принц Мамиллий
- 1959 — «Битва в пути» по роману Г. Е. Николаевой — Даша
- 1961 — «Три толстяка» Ю. К. Олеши — Суок
- 1962 — «Дом, где мы родились (пьеса)» П. Когоута — Петра
- 1963 — «Егор Булычов и другие» М. Горького — Александра
- 1964 — «Я вижу солнце (пьеса)» Н. Думбадзе и Г. Лордкипанидзе — Хатиа
- 1967 — «Ночная исповедь (пьеса)» А. Н. Арбузова — Лёля
- 1968 — «Враги» М. Горького — Надя
- 1969 — «Первый день свободы (пьеса)» Л. Кручковского — Люцци
- 1971 — «Дульсинея Тобосская (пьеса)» А. М. Володина. Постановка О. Н. Ефремова — Санчика
- 1971 — «Последние (пьеса)» М. Горького — Любовь
- 1972 — «Сталевары» Г. К. Бокарева. Постановка О. Ефремова — Зоя Самохина
- 1975 — «Сладкоголосая птица юности» Т. Уильямса — мисс Люси
- 1977 — «Последний срок» по повести В. Г. Распутина — Старуха Анна
- 1977 — «Три сестры» А. П. Чехова — няня Анфиса
- 1981 — «Тартюф» Мольера. Постановка А. Эфроса — Дорина
- 1979 — «Утиная охота» А. В. Вампилова — Валерия
- 1980 — «Чайка» А. П. Чехова. Постановка О. Ефремова — Полина Андреевна
- 1985 — «Серебряная свадьба (пьеса)» А. Н. Мишарина — Устинья Карповна
- 1985 — «Дядя Ваня» А. П. Чехова. Постановка О. Ефремова — Марина
- 1987 — «Иванов» А. П. Чехова. Постановка О. Ефремова — Зинаида Саввишна
- 1989 — «Варвары (пьеса)» М. Горького — Притыкина
- 1997 — «Женитьба» Н. В. Гоголя — Арина Пантелеймоновна
- 2009 — «Дворянское гнездо» по роману И. С. Тургенева — Марфа Тимофеевна Пестова
- 2014 — «Деревня дураков» по повести Н. Ключарёвой — бабка Фима
- 2019 — «Белые ночи» по роману Ф. М. Достоевского — Бабушка
- 2019 — «Дядя Ваня» А. П. Чехова в Театре Наций — няня Марина

### Работы на телевидении
- 1968 — Поэма о топоре Н. Погодина (телеспектакль); Н. Богомолов

### Фильмография
- 1957 — Телеграмма — Манюшка
- 1959 — В степной тиши — Настя Ковшова
- 1962 — Интервью у весны. Театральное обозрение (телеспектакль) — Кукла Суок в спектакле «Три толстяка»
- 1963 — Теперь пусть уходит — Фелисити Кендел
- 1967 — Твой современник — Зойка
- 1969 — Только три ночи — Люба Ермакова

### Озвучивание фильмов
- 1961 — Алые паруса — Ассоль (роль Анастасии Вертинской)
- 1972 — Руслан и Людмила — Людмила (роль Наталии Петровой)

### Озвучивание мультфильмов
- Три мешка хитростей (1954) — Лиса
- Золотые колосья (1958) — девочка Олеся
- Краса ненаглядная (1958) — Царевна
- Первая скрипка (1958) — кузнечик Удалец
- Похитители красок (1958) — розовая краска Розита
- Приключения Буратино (1959) — Буратино
- Чиполлино (1961) — Чиполлино
- Пастушка и трубочист (1965) — Пастушка
- Гунан-Батор (1965) — Оюун
- Русалочка (1968) — Русалочка
- Капризная принцесса (1969) — Принцесса
- Сказка сказывается (1970) — Василиса
- Сокровища затонувших кораблей (1973) — Таня
- Как грибы с горохом воевали (1977) — царевна Белянка
- Зайчонок и муха (1977) — Мама-зайчиха
- Фитиль № 178: «Исполнение желаний» (1977) — Золотая рыбка
- Лев и девять гиен (1988) — Гиена-Тётя
- Приключения волшебного глобуса, или Проделки ведьмы (1991) — от автора

### Радиоспектакли
- Большая докторская сказка (1978) — Принцесса

## Награды
- заслуженная артистка РСФСР (1963)
- народная артистка РСФСР (1969)
- Государственная премия РСФСР имени К. С. Станиславского (1978) — за роль старухи Анны в спектакле «Последний срок» по повести В. Г. Распутина
- Орден «За заслуги перед Отечеством» III степени (20 декабря 2021 года) — за большой вклад в развитие отечественной культуры и искусства, многолетнюю плодотворную деятельность[3]
- орден «За заслуги перед Отечеством» IV степени (6 июля 2006 года) — за большой вклад в развитие театрального искусства и многолетнюю творческую деятельность[4]
- орден Почёта (23 октября 1998 года) — за многолетнюю плодотворную деятельность в области театрального искусства и в связи со 100-летием Московского Художественного академического театра[5]
- Благодарность Президента Российской Федерации (31 мая 2011 года) — за большой вклад в развитие отечественного театрального искусства и многолетнюю творческую деятельность[6]
- Премия газеты «Московский Комсомолец» (2010) в номинации «Гвоздь Сезона» — за роль Марфы Тимофеевны Пестовой в спектакле МХТ имени А. П. Чехова «Дворянское гнездо» (режиссёр: Марина Брусникина)
- Премия «Звезда театрала» журнала «Театрал» (2020) в номинации «Лучшая женская роль второго плана» — за роль Бабушки в спектакле МХТ имени А. П. Чехова «Белые ночи» (режиссёр: Айдар Заббаров)
- Специальная премия «Золотая маска» «За выдающийся вклад в развитие театрального искусства» (2020)[7].